# Narcissus × maginae
Narcissus × maginae là một loài thực vật có hoa lai ghép trong họ Amaryllidaceae. Loài này được Fern.Casas & Susanna mô tả khoa học đầu tiên năm 1981.